# 東方三博士の礼拝 (ブリューゲル、ブリュッセル)
『東方三博士の礼拝』（とうほうさんはかせのれいはい、蘭: De aanbidding door de wijzen、英: The Adoration of the Magi）は、初期フランドル派の巨匠ピーテル・ブリューゲルが初期の1566年ごろに制作した絵画である。キャンバス上にテンペラで製作されたブリューゲルの数少ない作品である。ブリューゲルは、後にヴィンタートゥールのオスカール・ラインハルト・コレクションにある『雪中の東方三博士の礼拝』とナショナル・ギャラリー (ロンドン) にある『東方三博士の礼拝』も描いているが、本作の帰属については疑問視する向きもある。作品はブリュッセルのベルギー王立美術館に所蔵されている。

## テンペラ技法
本作が制作された当時、ネーデルラントのメッヘレンには約150軒ほどの織物工房があった。ネーデルラントでは、15世紀からタピスリーの代用品としてキャンバス上にテンペラで描かれた絵画が盛んに制作されていた。ブリューゲルの師で後に舅となったピーテル・クック・ファン・アールストの後妻マイケン・V・ベッセメルスはメッヘレン出身の著名な細密画家だったので、ブリューゲルはおそらく彼女からキャンバス上にテンペラで描く制作方法を学んだのであろう。
ブリューゲルは、この技法で後に『聖マルティンのワイン祭り』 (プラド美術館)、『人間嫌い』、『盲人の寓話』 (ともにカポディモンテ美術館) を制作している。この技法による絵画は保存が難しく、現存作品も退色が目立つ。本作自体も色あせていて、保存状態はよくない。
なお、本作は1968年から1969年にかけて修復を受け、その結果、布地の褐色の地が様々な箇所で色として使用されていることが判明した。例えば、屋根の上の雪が溶けて藁が見えている箇所、風景で黄土色を必要とする箇所などである。

## 作品

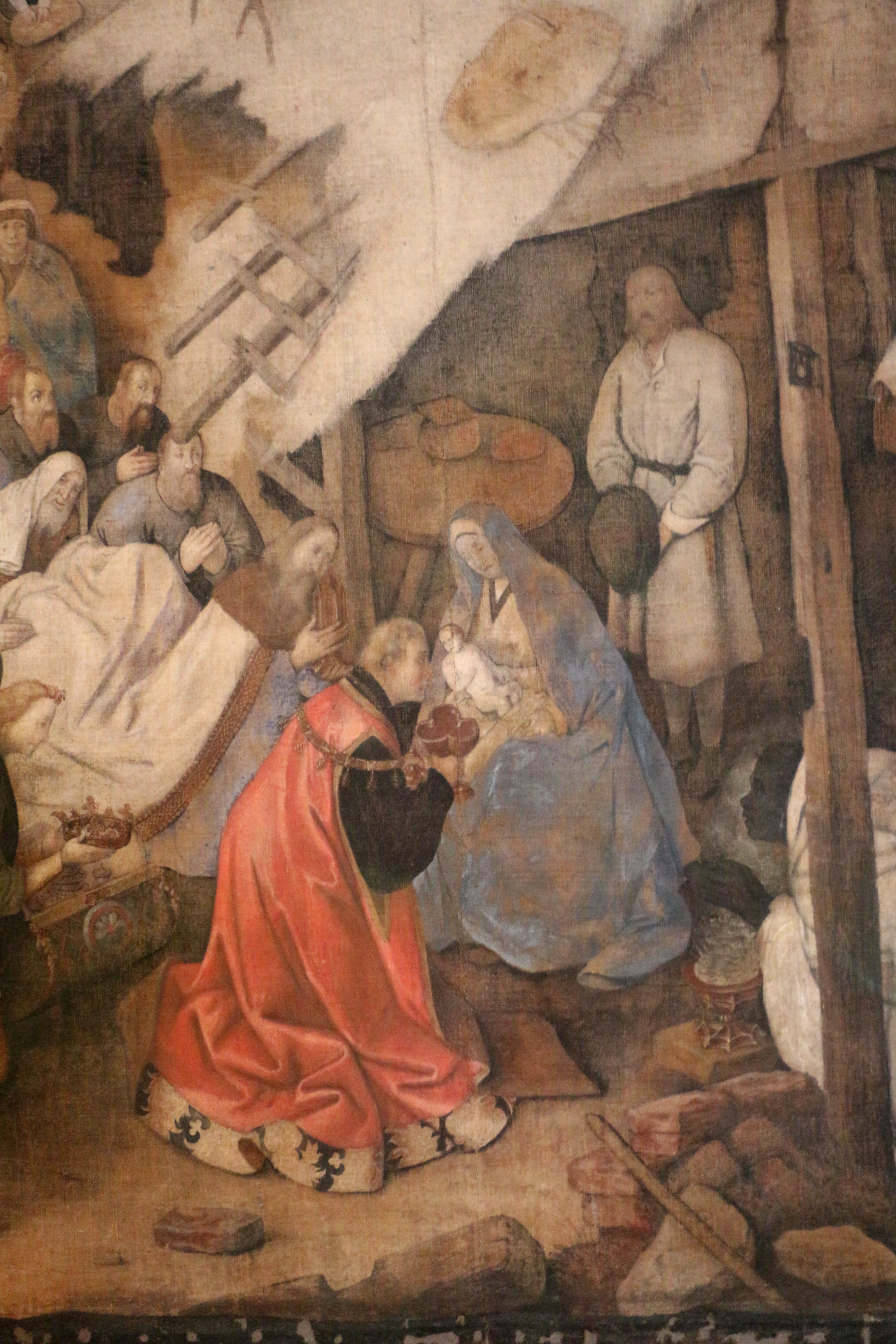
ピーテル・ブリューゲル『東方三博士の礼拝』の中央部分

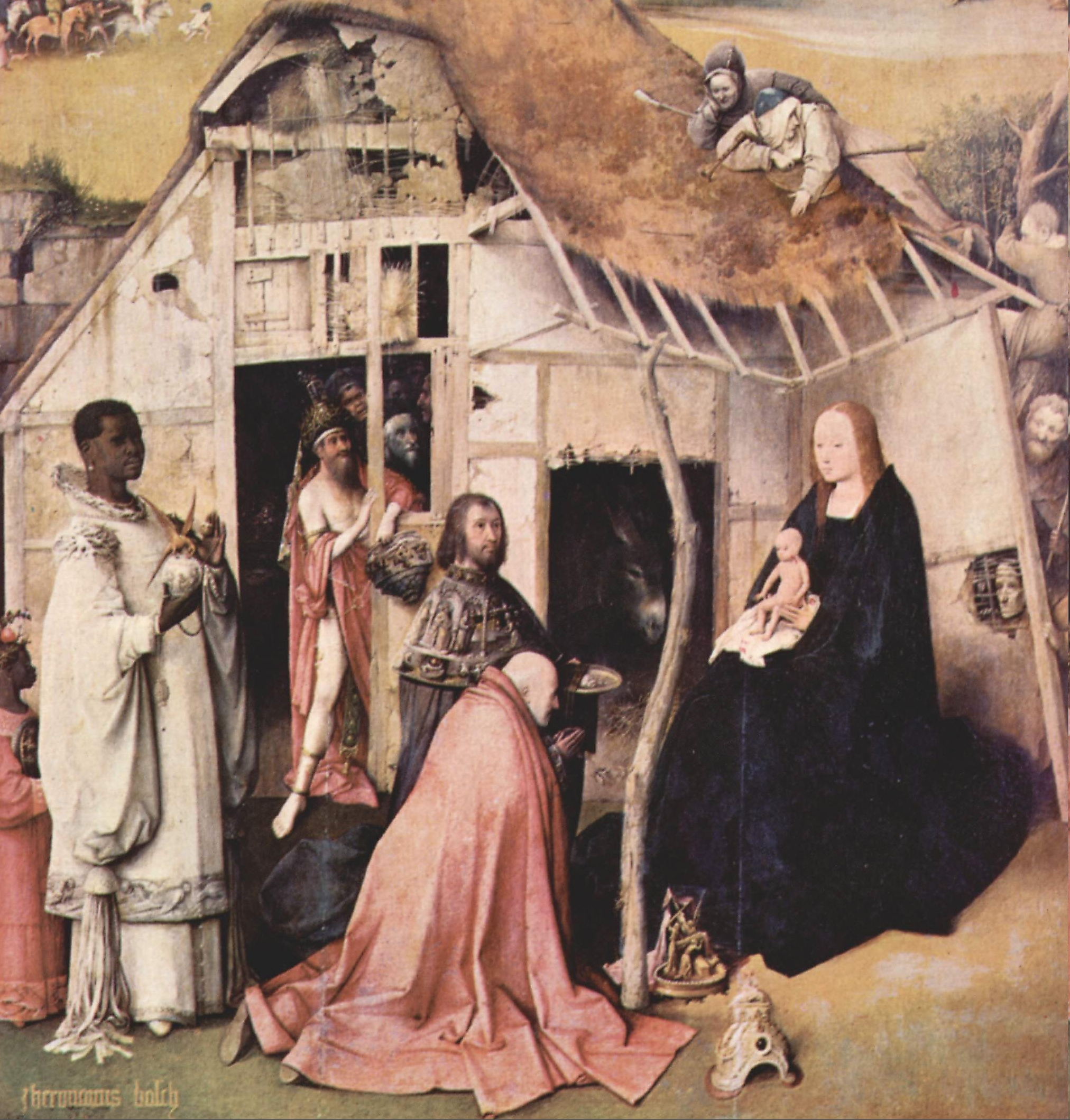
ヒエロニムス・ボス『東方三博士の礼拝』(1495年ごろ) の中央パネル

本作に描かれている「東方三博士の礼拝」の場面は、『新約聖書』中の「マタイによる福音書」 (第2章) に記述されている。ユダヤの王を探して東方からやってきた3人の博士 (マギ) が生まれたばかりの幼子イエス・キリストを礼拝する場面である。ブリューゲルは3人のマギとともに都市の門外まで続く従者たちの行列や幼子を一目見ようと集まる群衆に力点を置いて描いている。さらに日常生活を送る人々にも同様の視線を注いでいる。
この作品には、ブリューゲルの先達ヒエロニムス・ボスによる『東方三博士の礼拝』 (プラド美術館) の影響がうかがわれる。それは中央の荒廃した家畜小屋や、跪くマギの1人である老王カスパールの姿に見て取れる。
この作品には異国の旅人のエキゾチックな風俗やラクダ、象などの珍しい熱帯の動物が描かれているためか、人々が非常に興味を持ち、後に画家の息子ピーテル・ブリューゲル (子) とヤン・ブリューゲル (父) の工房で20数点の複製が制作された。本作は空白の多い背景の描写からブリューゲルによる真作ではないという見方もあるが、画家の息子たちが画家の没後に複製を制作していることから考えても、構図がブリューゲルによるものであることは否定できない。